# Senna viminea
Senna viminea är en ärtväxtart som först beskrevs av Carl von Linné, och fick sitt nu gällande namn av Howard Samuel Irwin och Rupert Charles Barneby. Senna viminea ingår i släktet sennor, och familjen ärtväxter. Inga underarter finns listade i Catalogue of Life.